# 仲田ありさ
仲田 ありさ（なかだ ありさ、12月1日 - ）は、日本の女性声優。沖縄県出身。ワンダースペース所属。

## 略歴
『奇異太郎少年の妖怪絵日記』のすず役で初のメインキャラを務める。

## 出演
太字はメインキャラクター。

### テレビアニメ
2016年
- 一人之下 the outcast（子パンダ、女の子）
- OZMAFIA!!（生徒）
- Bloodivores（男の子）
- 奇異太郎少年の妖怪絵日記（すず〈座敷童子〉）

2017年
- 捏造トラップ-NTR-（奈々、中学女子バスケ部員B、女子高生、彼女、クラスメイト）
- お酒は夫婦になってから（桜井小春）

2018年
- 立花館To Lieあんぐる（篁いおり）
- 甘い懲罰〜私は看守専用ペット（女子）
- あっくんとカノジョ（日向野優衣）
- BanG Dream! ガルパ☆ピコ（2018年 - 2022年、観客、通行人、客、生徒、ライブ客 他） - 3シリーズ
- 人外さんの嫁（クラスメイト、司会、生徒）

2019年
- BanG Dream!（2019年 - 2020年、女子高生、観客、花女生徒D、女子生徒、生徒） - 2シリーズ
- 八十亀ちゃんかんさつにっき（2019年 - 2022年、コメ兵店員、カラオケ客、アナウンス） - 3シリーズ

2020年
- 異種族レビュアーズ（ニト）
- アルゴナビス from BanG Dream!（女生徒A、幼少期蓮、街の人、観客、局アナ）

2021年
- 闘神機ジーズフレーム（エア）
- しょうたいむ!〜歌のお姉さんだってしたい〜（スタッフ、係員）

2022年
- 異世界迷宮でハーレムを（ベイル住民）
- BanG Dream! シリーズ（2022年 - 2025年、観客、かなこ、クラスメイトH、アナウンス、客G 他） - 3シリーズ
- 恋愛フロップス（AI駅員、AIコンビニ店員、AIキャスター）

2023年
- 聖剣学院の魔剣使い（シャーリ・シャドウアサシン）

2024年
- ひとりぼっちの異世界攻略（料理部っ娘、女騎士A、受付嬢）
- ハミダシクリエイティブ（ギャルA、女子生徒、店員）

2025年
- 片田舎のおっさん、剣聖になる（ジェイン・パトルロック、ミュイ・フレイア）
- ぬきたし THE ANIMATION（カラオケ店員、幼い淳之介、モブ）

### 劇場アニメ
- BanG Dream! FILM LIVE（2019年、観客）
- 劇場版 BanG Dream! Episode of Roselia I・II（2021年、紗夜のバンドメンバー、観客） - 2部作
- 劇場版 BanG Dream! ぽっぴん'どりーむ!（2022年、旅行客）
- 大室家 dear sisters（2024年、女子B）

### Webアニメ
- 岐阜県大垣市プロデュースアニメ（2020年 - 2021年、生徒A） - 2作品
- 印西あるある物語（2022年、ひろし[15]）

### ゲーム
- プロジェクトセカイ カラフルステージ! feat. 初音ミク（2021年、ななみん）

### ドラマCD
- 奇異太郎少年の妖怪絵日記 ドラマCD（すず〈座敷童子〉）
- 捏造トラップ-NTR- ドラマCD（腐女子）

### ボイスドラマ
- 新宿コネクティブ（零栓院胤正）
- LVELSボイスアクト
- 青春ゲットバック2
- アプリ 天空のクラフトフリート
- ブレイドアンドソウル

### モーションコミック
- プレイビーアンドガール
- 夜と怪奇と少女と鉄
- LooserRainbow
- にゃっちーず
- モーションコミックでウサギさん
- 北欧女子
- イヌギキ
- 真夜中の女子会

### 舞台
- アベンジ502号室
- 声優×芸人コントライブ「異世界より」
- みけねこ丼（ティル・ナ・ノーグ）
- 劇団モンキーチョップ×LEVELSコラボ「七人の塚子」
- 劇団モンキーチョップ×LEVELSコラボ「塚子 the FINAL」
- ひらさわ＆ふるたプロジェクト「芸人温泉」

### ナレーション
- どこでもキャッチャー
- アピスファーマシー
- 学校教材 みんなのモラル
- CPunited ラジオCM
- テレビ愛知　１月新作スタート！八十亀ちゃん傑作選ナレーション

### シリーズ一覧
1. ↑  第1期（2018年）、第2期『〜大盛り〜』（2020年）、第3期『ふぃーばー！』（2021年 - 2022年）
2. ↑  第2期『2nd Season』（2019年）、第3期『3rd Season』（2020年）
3. ↑  第1期（2019年）、第3期『3さつめ』（2021年）、第4期『4さつめ』（2022年）
4. ↑  『Morfonication』（2022年）、『It's MyGO!!!!!』（2023年）、『Ave Mujica』（2025年）